# Морино
Морѝно (на италиански: Morino) е село и община в Южна Италия, провинция Акуила, регион Абруцо. Разположено е на 443 m надморска височина. Населението на общината е 1476 души (към 2014 г.).